# إلين ديوك
إلين ديوك (بالإنجليزية: Elaine Costanzo Duke)‏ هي موظفة مدنية أمريكية، ولدت في 1958 في كليفلاند في الولايات المتحدة.